# 208 f.Kr.

## Händelser

### Efter plats

#### Romerska republiken
- Romarna besegrar, under Publius Cornelius Scipios befäl, karthagerna, ledda av Hasdrubal Barkas, vid Baecula (Bailen) i Baetica. Efter detta bestämmer sig Hasdrubal Barkas för att korsa Pyrenéerna och gå in i Gallia Transalpina med sina återstående trupper, för att gå samman med sin bror Hannibal i Italien.
- Den romerske generalen Marcus Claudius Marcellus stupar under ett oavgjort slag mot Hannibal nära Venusia i Apulien.
- Hannibal krossar en romersk styrka, som håller på att belägra Locri Epizefiri.

#### Seleukiderriket
- Antiochos III går in i Baktrien, som styrs av den grekisk-baktriske kungen Euthydemos I, och är återigen framgångsrik. Han besegrar baktriernas kung men låter denne behålla sin titeln på villkor att han underkastar sig seleukidisk överhöghet. Euthydemos son Demetrios ingår också giftermål med en av Antiochos III:s döttrar.

#### Kina
- Den kinesiske generalen Zhang Han av Qindynastin pacificerar ett bondeuppror, lett av Chen Sheng och Wu Guang, varpå han börjar belägra staden Julu.

## Avlidna
- Marcus Claudius Marcellus, romerske general, som har erövrat Syrakusa under det andra puniska kriget och har blivit känd som "Roms svärd" (född 268 f.Kr.)
- Li Si, kinesisk filosof och politiker (mördad) (född 280 f.Kr.)